# PowerShell
PowerShell é um shell de linha de comando baseado em tarefas e linguagem de script desenvolvido no .NET. Inicialmente, apenas um componente do Windows, o PowerShell tornou-se de código aberto e multiplataforma em 18 de agosto de 2016 com a introdução do PowerShell Core.
No PowerShell, tarefas administrativas são realizadas através de cmdlets (pronuncia-se command-lets), que são classes .NET especializadas que implementam uma operação específica.
Atualmente os produtos Server da Microsoft devem fornecer suporte à automatização via PowerShell, segundo seu Common Engineering Criteria. O Windows PowerShell é integrado como componente opcional do Windows Server 2008, habilitado por padrão desde o Windows Server 2008 R2 (exceto instalação core) e Windows 7, e pode ser baixado separadamente para Windows XP SP2, Windows Vista e Windows Server 2003.

## Projeto
Os desenvolvedores do PowerShell basearam a gramática núcleo da ferramenta naquela do POSIX 1003.2.
O Windows PowerShell pode executar quatro tipos de comandos nomeados:
- cmdlets (programas baseados no framework .NET projetados para interagir com o PowerShell)
- Scripts PowerShell (arquivos sufixados por .ps1)
- Funções PowerShell
- programas executáveis isolados

Se um comando for um programa executável isolado, o  PowerShell.exe executa-o em um processo separado; se ele for um cmdlet, ele executa-o no processo PowerShell. O PowerShell fornece uma interface de linha de comando interativa, em que os comandos podem ser inseridos e sua saída exibida. A interface do usuário, baseada no console Win32, oferece complementação por tabulação personalizável. O PowerShell permite a criação de apelidos (aliases) para cmdlets, os quais o PowerShell traduz textualmente em invocações dos comandos originais.

### Cmdlets
Cmdlet (pronuncia-se "command let") são comandos usados pelo PowerShell que implementam funções específicas. Segue uma regra de verbo-substantivo, como por exemplo "Stop-process" (parar o processo).
Alguns comandos básicos:
| Cmdlet       | Function                                 |
| Get-Location | obter o diretório atual                  |
| Set-Location | alterar o diretório atual                |
| Copy-Item    | copiar arquivos                          |
| Remove-Item  | remover um arquivo ou diretório          |
| Move-Item    | mover um arquivo                         |
| Rename-Item  | renomear um arquivo                      |
| New-Item     | criar um novo arquivo vazio ou diretório |

## Versões

### Versão 1.0[9]
Essa versão foi desenvolvida para Windows server 2003 e Windows XP.
Algumas das principais funcionalidades são:
- Mais de 130 ferramentas de linha de comandos fáceis de usar e aprender
- Suporte para linguagens de script e ferramentas de linha de comando existentes
- Recurso que permite a navegação nos dados armazenados.

#### Requisitos do sistema
A versão 1.0 pode ser instalada nos seguintes sistemas operacionais:
- Microsoft Windows Server 2003 com SP1 ou Windows XP com SP2
- O Microsoft.NET Framework 2.0 (2.0.50727)

### Versão 2.0[10]
Disponível nativamente no Windows 7 e no Windows server 2008 R2 e para instalação no Windows XP, Windows Server 2003, Windows Vista e Windows Server 2008.
As funcionalidades que podemos destacar são:
- Execução de comandos remotamente
- Depuração de Script
- Tratamento de eventos

#### Requisitos do sistema
A versão 2.0 pode ser instalada nos seguintes sistemas operacionais:
- Windows Server 2008 com Service Pack 1
- Windows Server 2008 com Service Pack 2
- Windows Server 2003 com Service Pack 2
- Windows Vista com Service Pack 2
- Windows Vista com Service Pack 1
- Windows XP com Service Pack 3

### Versão 3.0[11]
Nos sistemas operacionais Windows Server 2012 ou o Windows Server 2012 R2 a instalação não é necessária pois já faz parte do sistema operacional.
Alguns de seus novos recursos:
- Tarefas agendadas
- Administração delegada
- Sintaxe de linguagem simplificada

#### Requisitos do sistema
- Windows 7 Service Pack 1
- Windows Server 2008 R2 SP1
- Windows Server 2008 Service Pack 2

### Versão 4.0[12]
Essa versão é nativa nas versões do Windows 8.1 e no Windows Server 2012 R2.
Alguns dos novos recursos oferecidos são:
- Suporte para fluxo de trabalho e depuração de script remotamente
- Suporte de atualização da versão 3.0 para 4.0 (caso seja possível)
- Correções de bugs e melhoria de desempenho

#### Requisitos do sistema
- Windows 7 SP1
- Windows Server 2008 R2 SP1
- Windows Server 2012.